# Markus Klauser
Markus Klauser (* 4. April 1958 in der Schweiz) ist ein Schweizer Schachspieler.
Markus Klauser ist Gründungsmitglied des 1986 gegründeten Schachvereins in Belp bei Bern. In Belp ist er vor allem als Jugendtrainer und Organisator von Jugendturnieren aktiv. Darüber hinaus ist er 1. Mannschaftsleiter von Schwarz-Weiss Bern. Mit Schwarz-Weiss Bern gewann er 1992 und 1993 den Schweizer Team-Cup. Früher spielte er auch für den SK Bern. In Deutschland spielte er seit 2001 für den pfälzischen Verein SC Bellheim und seit der Saison 2019/20 für den Wormser SV. In der Nachwuchsförderung des Schweizerischen Schachbundes ist er Vertreter der Regionalcoaches.
Zweimal, 1983 und 1987, gewann er den Coupe Suisse, die Schweizer Pokaleinzelmeisterschaft. 1986 gewann er in Basel die Schweizer Einzelmeisterschaft. Schweizer Bundesmeister wurde er 1994 in der Lenk, 2003 in Olten und 2004 in Interlaken.
Seit 2004 trägt Markus Klauser den Titel Internationaler Meister. Die erste IM-Norm hierfür erzielte er bei seinem Gewinn der Schweizer Einzelmeisterschaft 1986 in Basel, die zweite IM-Norm 1990 beim 2. Turnier in der Lenk im Simmental, bei dem er unter anderem gegen den Grossmeister Josef Klinger, den damaligen FIDE-Meister Claude Landenbergue und IM Heinz Wirthensohn gewann und die dritte Norm mit Übererfüllung bei der Schweizer Einzelmeisterschaft im Juli 2004 in Samnaun. Zu diesem Zeitpunkt hatte er zwar noch nicht die notwendige Elo-Zahl zum Erhalt des Titels von 2400, diese erreichte er jedoch noch im selben Jahr. Seine Elo-Zahl mit Stand Juni 2020 beträgt 2400, seine bisher höchste war 2413 von Oktober 2004 bis März 2005.